# زیست‌شناسی قانونی
زیست‌شناسی قانونی (انگلیسی: Forensic biology) کاربرد اصول و فنون زیست‌شناسی در رسیدگی به پرونده‌های کیفری و مدنی است. زیست‌شناسی قانونی در درجه اول به تجزیه و تحلیل شواهد بیولوژیکی و سرم‌شناسی به‌منظور به‌دست آوردن مشخصات دی‌ان‌ای می‌پردازد، که به اجرای قانون در شناسایی مظنونین یا بقایای ناشناس مقتولان کمک می‌کند. این رشته زیر شاخه‌های مختلفی از جمله انسان‌شناسی قانونی، حشره‌شناسی قانونی، دندان‌پزشکی قانونی، آسیب‌شناسی قانونی و سم‌شناسی قانونی را در بر می‌گیرد.

## تاریخچه
اولین مورد ثبت‌شده از روش‌های پزشکی قانونی به سدۀ هفتم بازمی‌گردد، زمانی که مفهوم استفاده از اثر انگشت به‌عنوان وسیله‌ای برای شناسایی برای اولین بار مطرح شد. در پایان قرن هفتم، از روش‌های پزشکی قانونی برای تعیین گناه مجرمان استفاده می‌شد.
یکی از پیشگامان اولیه در شناسایی جنایی از طریق زیست‌شناسی، آلفونس برتیلون بود که به‌عنوان «پدر تعیین هویت جنایی» نیز شناخته می‌شود. در سال ۱۸۷۹ او با توسعه علم آنتروپومتری، رویکردی علمی برای شناسایی معرفی کرد. آنتروپومتری شامل استفاده از یک سری اندازه‌گیری‌های بدن برای تشخیص افراد است.
کارل لندشتاینر در سال ۱۹۰۱ دسته‌بندی خون انسان در گروه‌های A ، B, AB و O را معرفی کرد.
پس از آن پیشرفت‌هایی صورت گرفت که به سهولت استفاده و تشخیص خون یافت‌شده در صحنه جرم کمک کرد و استفاده از تجزیه و تحلیل خون را در زیست‌شناسی قانونی گسترش داد. لئون لاتس در سال ۱۹۱۵ روشی را برای تعیین گروه خونی لکه‌های خون خشک‌شده کشف کرد. در ادامه آلبرشت اچ. او، شیمی‌دان آلمانی، در سال ۱۹۲۸ لومینول را تولید کرد که برای تشخیص لکه‌های خون در صحنه‌های جرم استفاده می‌شود.
الک جفریز در سال ۱۹۸۴ اثر انگشت دی‌ان‌ای را توسعه داد که تغییرات دی‌ان‌ای را که می‌تواند افراد را شناسایی کند، بررسی می‌کند. این نه تنها در علوم قانونی، بلکه در حل و فصل اختلافات تولد و مهاجرتی نیز بسیار مفید است.
در سال ۱۹۸۳ کری مالیس استفاده از پروفایل دی‌ان‌ای را با توسعه واکنش زنجیره‌ای پلیمراز (PCR)، که بخش‌های دی‌ان‌ای را در شرایط آزمایشگاهی، حتی در مقادیر کم، تقویت می‌کند، گسترش داد. نمونه‌های دی‌ان‌ای که در صحنه‌های جنایت یافت می‌شوند، اغلب در مقادیر کم و در حالت‌های تخریب شده یافت می‌شوند، و گاهی اوقات با مایعات مختلف بدن افراد مختلف مخلوط می‌شوند. با استفاده از PCR، این نمونه‌های دی‌ان‌ای را می‌توان برای آنالیز تکثیر کرد. فراتر از پزشکی قانونی، PCR روی طیف وسیعی از زمینه‌ها از جمله تشخیص بیماری و تشخیص ویروس تأثیر گذاشته است.

## تجزیه و تحلیل دی‌ان‌ای
دی‌ان‌ای یا اسید دئوکسی ریبونوکلئیک یکی از محبوب‌ترین شواهد برای بازیابی در صحنه جرم است. شواهد حاوی دی‌ان‌ای به‌عنوان شواهد بیولوژیکی در نظر گرفته می‌شود و به‌عنوان «استاندارد طلایی» در علم پزشکی قانونی شناخته می‌شود.
انگشت‌نگاری دی‌ان‌ای کاربردهای متعددی دارد، مانند آزمایش ارتباطات خانوادگی، شناسایی بقایای انسان ناشناخته، پیشرفت سرماخوردگی، و همچنین اتصال مظنونان یا قربانیان به یک سری شواهد، یک صحنه یا شخص. شواهد دی‌ان‌ای هسته‌ای را می‌توان از خون، مایع منی، بزاق، سلول‌های اپیتلیال و مو بازیابی کرد (به شرطی که ریشه هنوز دست‌نخورده باشد). علاوه بر این، دی‌ان‌ای میتوکندریایی را می‌توان از ساقه مو، استخوان و ریشه دندان‌ها بازیابی کرد.
برای استفاده شواهد بیولوژیکی باید ابتدا به صورت بصری در صحنه جرم شناسایی شوند. برای کمک به این امر، از منابع نور جایگزین یا منبع نور پیشرفته (ALS) استفاده می‌شود. هنگامی که یک منبع بالقوه شناسایی شد، آزمایش‌های احتمالی برای تعیین نمونه بیولوژیکی مشخص (منی، بزاق، خون، ادرار و غیره) انجام می‌شود. در صورت مثبت بودن، نمونه‌ها جمع‌آوری می‌شوند و برای تجزیه و تحلیل به آزمایشگاه ارسال می‌شوند، جایی که آزمایش‌های تأییدی و آزمایش‌های بعدی انجام می‌شود.
برای اکثر نمونه‌های دی‌ان‌ای پزشکی قانونی، آنالیز STR تکرارهای پشت سر هم کوتاه اتوزومی میکروستلایت (STR) برای فردی کردن نمونه برای یک شخص با درجه بالایی از اطمینان آماری انجام می‌شود. در اینجا، نشانگرهای STR برای STR اتوزومال در آزمایش ژنتیک پزشکی قانونی برای ردیابی مفقودین، تأیید ارتباطات خانوادگی و اتصال احتمالی مظنونان به محل جرم استفاده می‌شود.

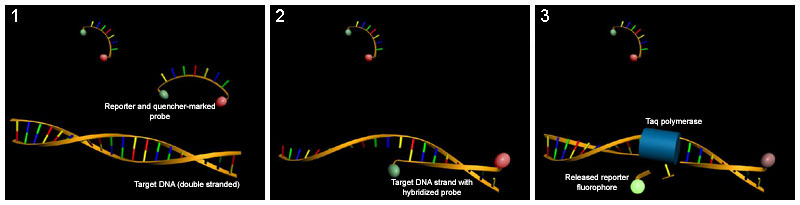
کاوشگر تک پلیمراز

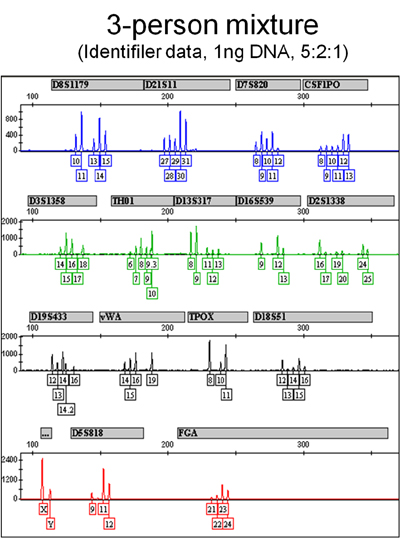
الکتروفروگرام STR مخلوط سه نفره

تجزیه و تحلیل آزمایشگاهی شواهد دی‌ان‌ای شامل استخراج، کمیت، تکثیر و تجسم دی‌ان‌ای نمونه است. روش‌های مختلفی برای استخراج دی‌ان‌ای ممکن است از جمله استخراج آلی (فنل-کلروفرم)، استخراج چلکس، و استخراج دیفرانسیل.
کمی‌سازی معمولاً با استفاده از شکلی از واکنش زنجیره‌ای پلیمراز، معروف به واکنش زنجیره‌ای پلیمراز بی‌درنگ انجام می‌شود. این روش ارجح برای تعیین کمیت دی‌ان‌ای برای موارد پزشکی قانونی است زیرا بسیار دقیق، مختص انسان، کیفی و کمی است. این تکنیک تغییرات سیگنال‌های فلورسانس قطعات دی‌ان‌ای تقویت‌شده را بین هر چرخه PCR بدون نیاز به توقف واکنش یا باز کردن لوله‌های PCR حساس به دما، تجزیه و تحلیل می‌کند. علاوه بر اجزای لازم برای واکنش استاندارد PCR (مانند دی‌ان‌ای الگو، پرایمرهای رو به جلو و معکوس با دقت طراحی شده، دی‌ان‌ای پلیمراز [معمولا تک پلیمراز]، نوکلئوزید تری فسفات، و محلول بافر حاوی Mg2+، واکنش‌های qPCR شامل کاوشگر پیوندی رنگ‌دار فلورسنت هستند که مکمل هستند. و به دنباله دی‌ان‌ای مورد علاقه که بین دو آغازگر قرار دارد. یک رنگ «آشکارساز» (R) در انتهای ۵ پروب فلورسنت وصل شده است، درحالی‌که یک رنگ «خاموش‌کننده» (Q) در انتهای ۳ متصل است. قبل از گسترش رشته‌های دی‌ان‌ای توسط پلیمراز، آشکارساز و خاموش‌کننده به اندازه کافی در فضا به هم نزدیک هستند که هیچ فلورسانسی توسط دستگاه تشخیص داده نمی‌شود (خاموش‌کننده فلورسانس آشکارساز را به‌طور کامل جذب می‌کند). همان‌طور که پلیمراز شروع به گسترش رشته می‌کند، انتهای ۵ پروب به‌دلیل فعالیت اگزونوکلئاز آن توسط پلیمراز تجزیه می‌شود. رنگ آشکارساز از انتهای ۵ آزاد می‌شود. دیگر خاموش نمی‌شود، بنابراین تشخیص فلورسانس را امکان‌پذیر می‌کند. یک نمودار برای دی‌ان‌ای نمونه ساخته شده است که حضور فلورسانس (محور y) را با شماره چرخه (محور x) فرایند qPCR مقایسه می‌کند. سپس این با منحنی استاندارد آستانه فلورسانس چرخه (محور y) در مقابل ورود به سیستم غلظت دی‌ان‌ای شناخته شده (محور x) مقایسه می‌شود. با مقایسه داده‌های نمونه با منحنی استاندارد، می‌توان غلظت دی‌ان‌ای را در نمونه برون‌یابی کرد، که برای حرکت به جلو با تقویت PCR و الکتروفورز مویینه‌ای برای به‌دست آوردن انگشت‌نگاری دی‌ان‌ای ضروری است. پروفایل‌های دی‌ان‌ای به‌صورت الکتروفروگرام تولید می‌شوند. مشخصات به‌دست آمده را می‌توان با نمونه‌های شناخته‌شده در CODIS برای شناسایی مظنون احتمالی مقایسه کرد. بر اساس بسامدهای شناخته‌شده ژنوتیپ موجود در پروفایل دی‌ان‌ای، تحلیلگر دی‌ان‌ای ممکن است معیاری آماری از اطمینان را در مورد تطابق دی‌ان‌ای قرار دهد.

## رشته‌ها
- انسان‌شناسی قانونی
- گیاه‌شناسی قانونی
  - پالینولوژی قانونی (مطالعه گرده و هاگ)
  - خزه‌شناسی
  - درخت‌گاه‌شماری
  - گلسنگ‌شناسی
  - قارچ‌شناسی
- پرنده‌شناسی قانونی
- دندانپزشکی قانونی
- آسیب‌شناسی قانونی
- سم‌شناسی پزشکی قانونی
- میکروبیولوژی قانونی
  - بیوتروریسم و اپیدمیولوژی
- لیمنولوژی قانونی
- حشره‌شناسی قانونی